# Black Panties
Black Panties is een muziekalbum van R. Kelly uit 2013. Het is het twaalfde album dat hij heeft uitgebracht.

## Nummers
1. "Legs Shakin" (featuring Ludacris)
2. "Cookie"
3. "Throw Money On You"
4. "Prelude"
5. "Marry the Pussy"
6. "You Deserve Better"
7. "Genius"
8. "All the Way" (featuring Kelly Rowland)
9. "My Story" (featuring 2 Chainz)
10. "Right Back"
11. "Spend That" (featuring Young Jeezy)
12. "Crazy Sex"
13. "Shut Up"